# Međunarodni filmski festival Worldfest
Međunarodni filmski festival Worldfest, treći po starosti međunarodni filmski festival u Sjevernoj Americi i najstariji neovisni filmski festival na svijetu. Održava se svake godine u Houstonu krajem travnja. Godišnje se za festivalski program prijavi više od 4500 filmova, od čega trećinu čine dokumentarci.
Posebna nagrada žirija najviša je nagrada na festivalu jer zahtijeva od međunarodnog žirija ocjenu filma s barem 96 od 100 mogućih bodova.